# بلو سی، کبک
بلو سی (به فرانسوی: Blue Sea) شهری در منطقه شهری لا وله-دو-لا-گاتینو ناحیه اوتاوه در استان کبک کانادا است. در سرشماری سال ۲۰۱۱ این شهر ۵۸۱ نفر جمعیت داشته‌است و مساحت آن ۷۶٫۸۹ کیلومتر مربع است.